# Ahtyba Rubin
Ahtyba Roy Rubin ([ɑːˈtɑːbə_ ˈruːbiːn]; * 25. Juli 1986 in Fort Belvoir, Virginia) ist ein ehemaliger US-amerikanischer American-Football-Spieler. Er spielte zuletzt auf der Position des Defensive Tackles für die Oakland Raiders in der National Football League (NFL).

## NFL

### Cleveland Browns
Rubin wurde als 190. Spieler in der sechsten Runde des NFL Draft 2008 von den Cleveland Browns ausgewählt und unterschrieb am 22. Juli 2008 einen Vertrag über vier Jahre.
2008 und 2009 war er der Ersatzmann für Browns Nose Tackle Shaun Rogers, bevor er nach einer Verletzung Rodgers zum Starter wurde. Diese Rolle behielt er auch nach der Genesung Rodgers, da dieser auf die Position des Defensive Ends wechselte, nachdem die Browns Corey Williams an die Detroit Lions abgaben.

### Seattle Seahawks
Am 19. März 2015 unterschrieb Rubin einen Einjahresvertrag bei den Seattle Seahawks. Nach der Entlassung von Tony McDaniel während der Off-Season erhielt er die Starterposition. Am 7. März 2016 wurde sein Vertrag bei den Seahawks für drei Jahre verlängert. Am 2. September 2017 wurde er im Rahmen der Kaderverkleinerung auf 53 Spieler entlassen.

### Denver Broncos
Am 15. September 2017 verpflichteten die Denver Broncos Rubin. Er erhielt einen Einjahresvertrag. Am 17. Oktober wurde er jedoch wieder entlassen.

### Atlanta Falcons
Am 19. Oktober 2017 unterschrieb er einen Vertrag bei den Atlanta Falcons.

### Oakland Raiders
Im Juni 2018 wurde Rubin von den Oakland Raiders verpflichtet. In der Vorbereitung zog er sich einen Muskelfaserriss im Bizeps zu und musste auf die Injured Reserve List gesetzt werden. Dadurch verpasste er die komplette Saison.